# Serjania cardiospermoides
Serjania cardiospermoides är en kinesträdsväxtart som beskrevs av Schltdl. & Cham.. Serjania cardiospermoides ingår i släktet Serjania och familjen kinesträdsväxter. Utöver nominatformen finns också underarten S. c. subjubata.